# Cintura de asteroides

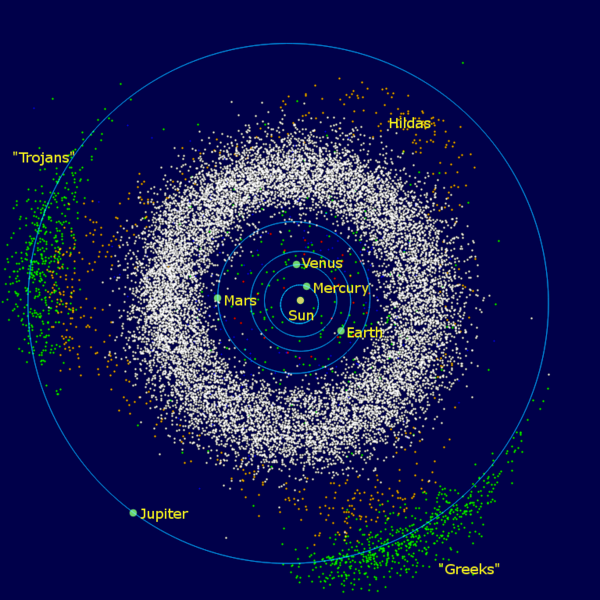
A cintura principal (vista em branco) está localizada entre as órbitas de Marte e Júpiter.

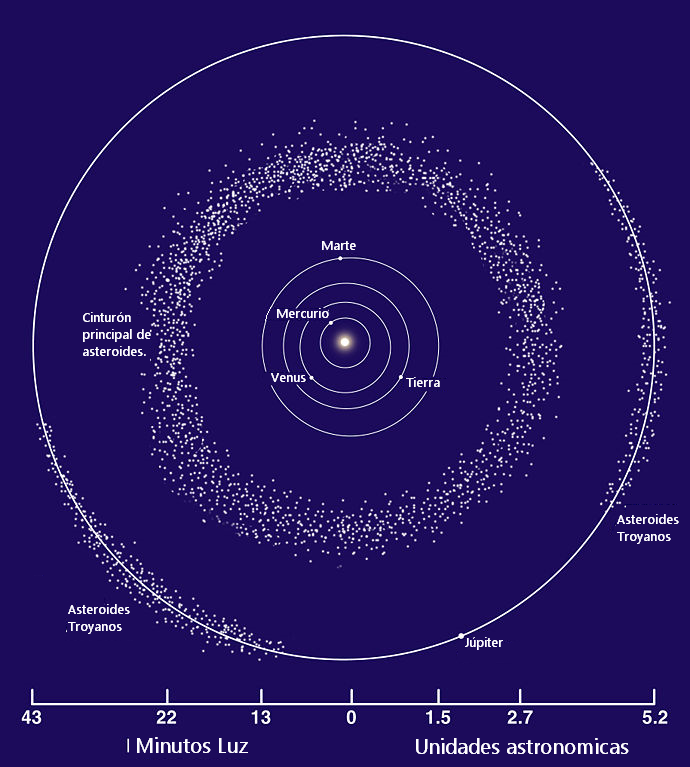
Imagem esquemática do cinturão de asteroides. Mostra a cintura principal, entre as órbitas de Marte e Júpiter, e o grupo dos troianos, na órbita de Júpiter.

Cintura de asteroides, cinturão de asteroides, cintura principal ou cintura interna de asteroides é uma região circular do Sistema Solar formada por múltiplos objetos irregulares denominados asteroides. Essa região está localizada aproximadamente entre as órbitas de Marte e Júpiter
Esta faixa tornou-se conhecida também como cintura principal, contrastando com outras concentrações de corpos menores como, por exemplo, o cinturão de Kuiper ou os asteroides troianos que coorbitam com Júpiter.
Mais da metade da massa total da cintura está contida nos quatro objetos de maior tamanho: Ceres, 4 Vesta, 2 Palas e 10 Hígia. Ceres, o maior e o único planeta anão do cinturão, possui um diâmetro de 950 km e tem o dobro do tamanho do segundo maior objeto. Contudo, a maioria de corpos que compõem o cinturão são muito menores. O material do cinturão, apenas cerca de 4% da massa da Lua, encontra-se disperso por todo o volume da órbita, pelo qual seria muito difícil atravessá-lo e chocar com um destes objetos. Porém, dois asteroides de grande tamanho podem chocar entre si, formando o que é conhecido como "famílias de asteroides", que possuem composições e características similares. As colisões também produzem uma poeira que forma o componente majoritário da luz zodiacal. Os asteroides podem ser classificados, segundo o seu espectro e composição, em três tipos principais: carbonáceos (tipo-C), de silicato (tipo-S) e metálicos (tipo-M).
A cintura de asteroides formou-se na nebulosa protossolar com o restante do Sistema Solar. Os fragmentos de material conteúdos na região do cinturão formaram um planeta, mas as perturbações gravitacionais de Júpiter, o planeta mais massivo, fizeram com que estes fragmentos colidissem entre si a grandes velocidades e não pudessem agrupar-se, tornando-se o resíduo rochoso atual. Uma consequência destas perturbações são as lacunas de Kirkwood; zonas nas quais não se encontram asteroides devido a ressonâncias orbitais com Júpiter, e as suas órbitas tornarem-se instáveis. Se algum asteroide passasse a ocupar esta zona seria expelido na maioria dos casos fora do Sistema Solar, embora ocasionalmente possa ser enviado para algum planeta interior, como a Terra, e colidir com ela. Desde a sua formação foi expulsa a maior parte do material.

## História da observação

### Lei de Titius-Bode
Em 1766, Johann Daniel Titius descobriu um suposto padrão na distância dos planetas ao Sol. Observou que se à sequência numérica: 0, 3, 6, 12, 24, 48... (começando por 0, seguindo por 3 e dobrando cada vez a quantidade anterior) é somado quatro a cada cifra e dividido por 10, dá uma boa aproximação da distância dos diferentes planetas ao Sol, em unidades astronômicas (UA): 0,4, 0,7, 1,0, 1,6, 2,8, 5,2.
Em 1768, o astrônomo Johann Elert Bode fez referência a esta relação num dos seus escritos, mas não a creditou a Titius até 1784, pelo qual muitos autores se referiram a ela como a "Lei de Bode". Por esta razão atualmente é conhecida como lei de Titius-Bode. Este padrão empírico predizia o semieixo maior dos seis planetas conhecidos então (Mercúrio, Vênus, Terra, Marte, Júpiter e Saturno), com a exceção de que a série predizia um planeta a uma distância de 2,8 UA do Sol, correspondente a uma zona entre a órbita de Marte e Júpiter, e porém ali não se observava. Titius declarou: "Mas teria deixado o Criador esse espaço vazio? Não, em absoluto".
Quando William Herschel descobriu Urano em 1781, a posição do planeta coincidiu quase perfeitamente com a predita por esta lei (encontrava-se a 19,2 UA, frente às 19,6 UA predita pela lei); isto levou os astrônomos a concluírem que podia haver um planeta entre as órbitas de Marte e Júpiter. A seguinte tabela mostra a distância real dos planetas ao Sol em UA comparado com a predita pela lei de Titius-Bode, para os planetas conhecidos até então:
| Planeta  | Titius-Bode | Realidade |
| -------- | ----------- | --------- |
| Mercúrio | 0,4         | 0,39      |
| Vênus    | 0,7         | 0,72      |
| Terra    | 1           | 1         |
| Marte    | 1,6         | 1,52      |
| ?        | 2,8         | —         |
| Júpiter  | 5,2         | 5,2       |
| Saturno  | 10          | 9,54      |
| Urano    | 19,6        | 19,2      |

### Ceres e a "polícia celestial"

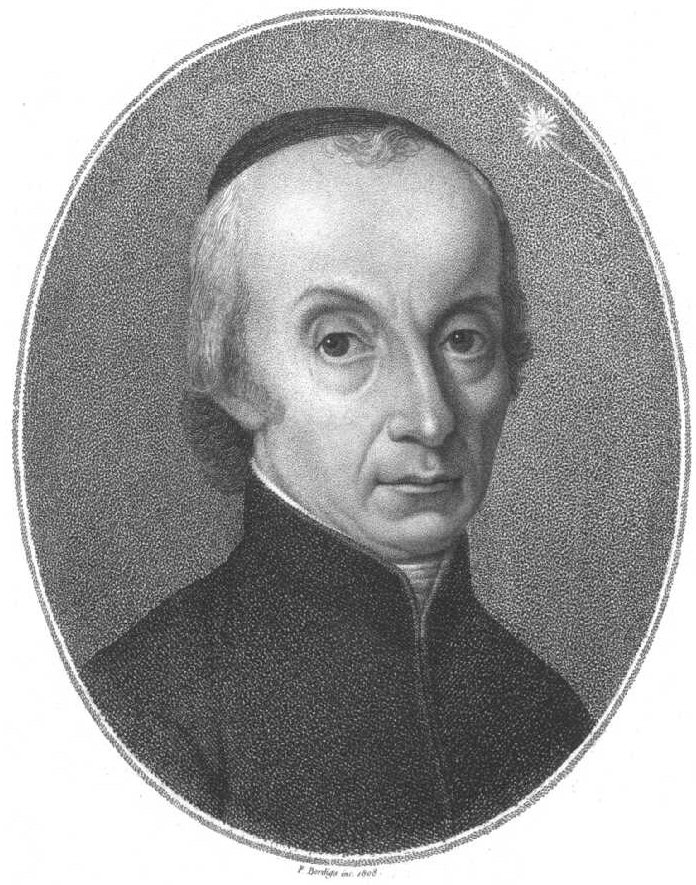
Giuseppe Piazzi, monge e descobridor de Ceres, o objeto maior e massivo do cinturão de asteroides.

O astrônomo Franz Xaver von Zach começou em 1787 a buscar o planeta predito pela lei de Titius-Bode. Contudo, deu-se conta de que precisaria da ajuda de outros astrônomos, e em setembro de 1800, von Zach reuniu um grupo de vinte e quatro observadores, os quais partilharam a faixa do zodíaco em 24 partes, correspondendo a 15° cada um. Este grupo denominou-se a "Polícia Celestial" (Himmels polizei), e entre os seus membros encontravam-se astrônomos como: William Herschel, Charles Messier, Johann Elert Bode, Barnava Oriani e Heinrich Olbers.
A Polícia Celestial convidou o italiano Giuseppe Piazzi para unir-se à causa, mas antes de chegar-lhe o convite, em 1 de janeiro de 1801 Piazzi descobriu um corpo celeste, ao qual nomeou de planeta Ceres, em honra à deusa romana da agricultura e padroeira da Sicília.
Piazzi, não cumprindo totalmente os planos da polícia, visava realizar observações para completar o seu catálogo de estrelas, quando localizou na constelação de Taurus um pequeno ponto luminoso não catalogado. O italiano observou-o à noite seguinte e, deparou-se com que se deslocara sobre o fundo de estrelas. Nos dias subsequentes de observação, percebeu que tratava-se de um novo objeto do Sistema Solar. Num primeiro momento, Piazzi acreditou ser um cometa, mas a ausência de nebulosidade no seu redor e o seu movimento lento e uniforme convenceram-no de que poderia tratar-se de um novo planeta. Ceres encontrava-se a 2,77 UA, quase exatamente na posição predita pela lei de Titius-Bode de 2,8 UA.

### Palas e o conceito de asteroide
Quinze meses depois, a 28 de março de 1802, Heinrich Olbers descobriu um segundo objeto celeste na mesma região, ao que nomeou de Palas. O seu semieixo maior também coincidia com a lei de Titius-Bode, estimado em 2,78 UA, mas a sua excentricidade e inclinação eram muito diferentes às de Ceres. Os astrônomos ficaram desconcertados; Ceres ajustava-se perfeitamente às predições da lei, mas Palas também, e esta não permitia dois objetos na mesma região.
Contanto que não violasse a lei de Titius-Bode, os astrônomos começaram a acreditar que os dois corpos descobertos eram na realidade fragmentos de um planeta maior que explodiu ou despedaçou-se por impactos de cometas. Em 6 de maio de 1802, após estudar a natureza e o tamanho destes dois objetos, William Herschel propôs denominar Ceres e Palas como "asteroides", pelo seu aspecto parecido com as estrelas:
| “ | Como nem a denominação de planetas nem a de cometas pode ser aplicadas a estas duas estrelas, devemos distingui-las por um novo nome... Parecem pequenas estrelas e dificilmente se distinguem delas. Pela sua aparência asteroidea, se me permitir a expressão, sugiro tomar este nome e chamá-las "Asteroides". (...) Os asteroides são corpos celestes que se movem em órbitas quer de excentricidade escassa ou considerável ao redor do Sol, e cuja inclinação sobre a eclíptica pode ser de qualquer ângulo. O seu movimento pode ser direto ou retrógrado; e podem ter ou não atmosferas, pequenas comas, discos ou núcleos. | ” |

Assim, Herschel os inseria em uma nova classe de objetos do Sistema Solar, contanto que não violassem a lei de Titius-Bode para os planetas. A definição era ambígua intencionadamente, para que, em palavras de Herschel, fosse "bem ampla para abranger descobertas futuras".
Contudo, e apesar dos esforços de Herschel, durante várias décadas os astrônomos continuaram enquadrando estes objetos dentro dos planetas. Ceres foi considerado planeta até a década de 1860, quando passou a ser considerado asteroide, mas esta classificação perdurou até 2006, e atualmente faz parte dos denominados planetas anões junto a Plutão e outros.

### Cinturão de asteroides

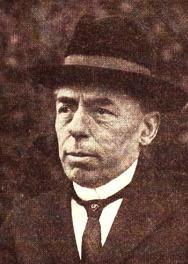
José Comas y Solá, astrônomo espanhol artífice da descoberta de onze asteroides do cinturão.

Em poucos anos, os astrônomos descobriram mais dois novos objetos, que casavam com o conceito de Herschel. Em 1 de setembro, Karl Harding encontrou Juno, e em 29 de março de 1807 Heinrich Olbers descobriu Vesta. Contudo, não foi descoberto um novo objeto desta natureza até 1845, com o achado de Astreia por Karl Hencke em 8 de dezembro. A partir de então, começaram a ser descobertos muitos destes objetos à medida que os telescópios se tornavam mais potentes, até o ponto de terem descoberto, no início da década de 1850, mais de uma dezena deles, pelo qual o conceito de asteroides foi gradualmente substituindo o de planetas para classifica-los.
Em 1846, com a descoberta do planeta Neptuno, a lei de Titus-Bode começou a perder força entre a comunidade astrônoma, pois este planeta não cumpria os critérios. Atualmente tal lei é uma mera casualidade, sem justificação teórica, embora alguns trabalhos mostrem que as leis de Kepler poderiam ter certa correlação com a lei de Titius-Bode.
A questão da nomenclatura começou a ser um problema para os astrônomos, todas as vezes que um destes objetos era descoberto, era dado o nome de algum deus mitológico e atribuído um símbolo como abreviação, como ocorre com os planetas. Contudo, os múltiplos asteroides descobertos tornaram os símbolos cada vez mais complexos, até o ponto de ser precisa certa habilidade artística para os desenhar. Por este motivo, em 1867 foi acordada uma nova nomenclatura para estes objetos, que consistia no nome do asteroide precedido por um número entre parêntese, e em ordem de descoberta: 1 Ceres, 2 Palas, 3 Juno, 4 Vesta, continuando (ainda em uso).
O termo "cinturão de asteroides" começou a ser usado a princípios da década de 1850, embora se ignore o primeiro que usou essa referência. Em 1868, eram conhecidos uma centena de asteroides e, em 1891 a descoberta da astrofotografia por Max Wolf acelerou mais ainda este ritmo. Em 1921 o número de asteroides ultrapassou os mil, em 1981 os 10 mil, na década de 2000 os 100 mil e em 2010 o número de asteroides eram cerca de 500 mil.

## Origem

### Formação

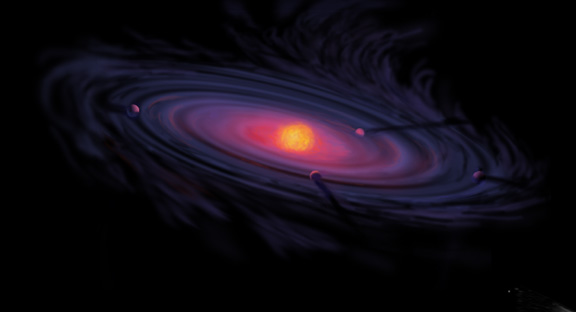
Representação artística de um disco protoplanetário ao redor de uma estrela, similar ao que formou os planetas do Sistema Solar.

Em 1802, pouco depois da descoberta de 2 Palas por Heinrich Olbers, este sugeriu a William Herschel que Ceres e 2 Palas poderiam ser fragmentos de um planeta maior, que no passado poderia ter orbitado a região entre Marte e Júpiter. Segundo esta hipótese, o planeta descompôs-se faz milhões de anos devido a uma explosão interna ou a impactos de cometa. Contudo, a grande quantidade de energia necessária para que tal evento acontecesse, em combinação com a escassa massa total da cintura de asteroides (apenas cerca de 4% a massa da Lua), evidencia-se que esta hipótese não pode ser válida. Além disso, a composição química entre os asteroides do cinturão possui diferenças. Portanto, atualmente a maioria de cientistas aceita que os asteroides nunca foram parte de um planeta.
Em geral, acredita-se que o Sistema Solar foi formado a partir de uma nebulosa primitiva, composta por gás e poeira, que colapsou sob influência gravitacional formando um disco de material em rotação. Enquanto no centro, onde se teria formado o Sol, a densidade aumentava com rapidez, nas regiões externas do disco formaram-se grãos sólidos de pequeno tamanho que, com o tempo, foram agrupando-se mediante processos de acreção e colisão para formarem os planetas.
Os planetesimais que encontravam-se na região do atual cinturão foram perturbados gravitacionalmente por Júpiter, provocando que uma determinada parte dos planetesimais adquirisse excentricidades e inclinações muito elevadas, acelerando a altas velocidades, o que causou que colidissem entre eles e, em vez de se agruparem para formar um planeta desagregaram-se em múltiplos resíduos rochosos, os asteroides. Uma grande parte foi ejetada para fora do Sistema Solar, sobrevivendo menos de 1%  dos asteroides iniciais.

### Evolução
Desde a sua formação da nebulosa primitiva do Sistema Solar, os asteroides sofreram diversas mudanças. Entre estas encontram-se o calor interno durante os primeiros milhões de anos, o derretimento da sua superfície devido a impactos, a erosão espacial por causa da radiação e do vento solar, e o bombardeio de micrometeoritos. Alguns cientistas referem os asteroides como os planetesimais residuais, enquanto outros consideram-nos diferentes devido a estes processos.
Acredita-se que a Cintura de Asteroides atual contém apenas uma fração da massa do cinturão primitivo. As simulações por computador sugestionam que a cintura original poderia ter contido uma massa equiparável à da Terra. Devido nomeadamente a perturbações gravitativas, a maioria do material foi expelido do cinturão durante os primeiros milhões de anos de formação, deixando apenas 0,1% da massa original. Acredita-se que parte do material expulso poderia encontrar-se na nuvem de Oort, nos confins do Sistema Solar. Desde a sua formação, o tamanho típico dos asteroides permaneceu relativamente estável; não houve aumentos ou diminuições significativas.
A ressonância orbital 4:1 com Júpiter, situada em torno de 2,06 UA do Sol, pode ser considerada o limite interior da cintura principal. As perturbações causadas por Júpiter enviaram os asteroides que ali se encontravam para órbitas instáveis, criando uma zona deserta a essa distância. A maioria dos corpos que se encontravam a menor distância foram lançados para Marte (cujo afélio é de 1,67 UA) ou ejetados por perturbações gravitacionais nos primórdios da formação do Sistema Solar. Os asteroides que formam a família Hungaria encontram-se mais próximos do Sol que a zona mencionada anteriormente, mas possuem órbitas estáveis devido à sua elevada inclinação orbital.
Quando a cintura de asteroides ainda estava em formação, a uma distância de 2,7 UA do Sol encontrava-se a linha de separação de temperaturas do ponto de condensação da água. Os planetesimais que se encontravam a uma distância maior puderam acumular gelo. Em 2006 postulou-se que uma população de cometas situados para além do limite dessa separação pôde ter contribuído para a formação dos oceanos da Terra.

## Características
A cintura de asteroides está quase vazia, os asteroides estão disseminados num volume muito grande. Porém, e embora atualmente se conheçam centenas de milhares destes corpos celestes, acredita-se que o cinturão alberga vários milhões de asteroides.[carece de fontes?]

### Tamanhos

Tamanho dos dez primeiros asteroides, em ordem de descoberta, comparado com a Lua.

A massa total da cintura de asteroides é estimada entre 3,0×1021 e 3,6×1021 kg, o qual supõe cerca de 4% da massa da Lua, ou seja, 0,06% da massa terrestre. Os objetos celestes maiores do cinturão são, portanto, muito menores e menos massivos do que a Lua. Os quatro corpos principais contem a metade da massa total do cinturão, e Ceres, o maior deles, representa um terço da massa total. Ceres possui um raio de cerca de 475 km, que equivale a um terço do raio lunar, e uma massa de 1021 kg, que representa apenas 1,3% da massa da Lua. O segundo objeto maior do cinturão, 4 Vesta, tem a metade do tamanho de Ceres. São conhecidos cerca de 1 000 asteroides com raio maior que 15 km, e estima-se que o cinturão poderia albergar cerca de meio milhão de asteroides com raios maiores de 1,6 km.
Os tamanhos dos asteroides podem ser determinados de diversas maneiras, sabendo a sua distância. Um dos métodos é observando o seu trânsito aparente diante de uma estrela, que ocorre devido à rotação terrestre. Quando isto acontece, a estrela fica oculta detrás do asteroide e, medindo o tempo que se prolonga tal ocultação, é possível calcular o diâmetro do asteroide. Com este método foram determinados com precisão os tamanhos dos asteroides maiores do cinturão, como Ceres ou 2 Palas.
Outro método para estimar os seus tamanhos é medir o seu brilho aparente. Quanto maior seja um asteroide, mais luz solar refletirá devido à sua maior superfície. Contudo, o brilho aparente também depende do albedo característico do asteroide, e este vêm determinado pela composição do mesmo. Como exemplo, 4 Vesta aparece um pouco mais brilhante no céu que Ceres, pois o albedo do primeiro é quatro vezes superior. Porém, o albedo dos asteroides pode ser determinado, pois quanto menor albedo possua um corpo, mais radiação absorve e portanto mais esquenta; este calor emite radiação no infravermelho e, comparando a radiação infravermelha e a visível que chega a superfície terrestre, pode ser determinado o albedo, e portanto calcular o seu tamanho. Com este método pode até mesmo ser averiguadas as irregularidades de um determinado asteroide caso de se encontrar em rotação. Nesse caso, as irregularidades fazem que a superfície que se observa mude, mudando também o seu brilho aparente de jeito periódico.

### Composição

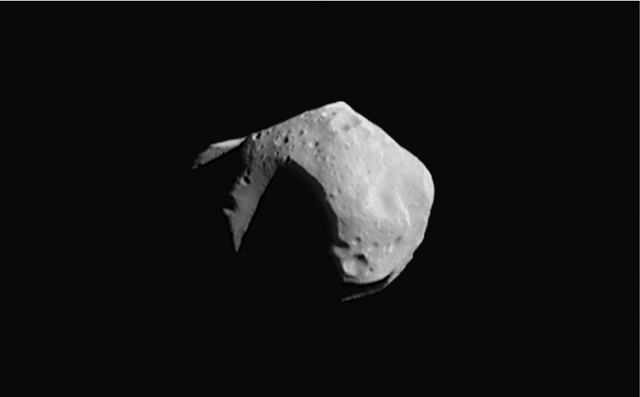
253 Matilde, um Asteroide tipo C ou carbonáceo.

A maioria dos asteroides do cinturão encontram-se classificados, segundo a sua composição, em três categorias: asteroides carbonáceos ou tipo-C, asteroides de silicatos ou tipo-S, e asteroides metálicos ou tipo-M. Existem outros tipos de asteroides, mas a sua quantidade é muito escassa.
Há uma correlação importante entre a composição dos asteroides e a sua distância ao Sol. Os asteroides mais próximos costumam ser rochosos, compostos por silicatos e isentos de água, enquanto os mais afastados são na sua maioria carbonáceos, compostos por minerais argilosos e com presença de água. Portanto, os asteroides mais afastados são também os mais obscuros, e os mais próximos refletem maior quantidade de radiação. Acredita-se que este fato é consequência das características da nebulosa primitiva que originou o Sistema Solar. Nas regiões mais afastadas a temperatura era muito menor, e portanto a água podia condensar-se nos asteroides; todo o contrário que nas regiões interiores, onde ao ter maior temperatura a água provavelmente se vaporizaria.
Os asteroides tipo-C ou carbonáceos são os mais abundantes no cinturão, pois compõem 75%  do total. Refletem pouca luz (albedo entre 0,03 e 0,09) e portanto são muito obscuros, e costumam apresentar um tom ligeiramente azulado. Estes asteroides absorvem bastante radiação infravermelha devido à presença de água retida na sua estrutura. No geral encontram-se nas regiões exteriores do cinturão. O asteroide de maior tamanho que pertence inequivocamente ao tipo-C é 10 Hígia.

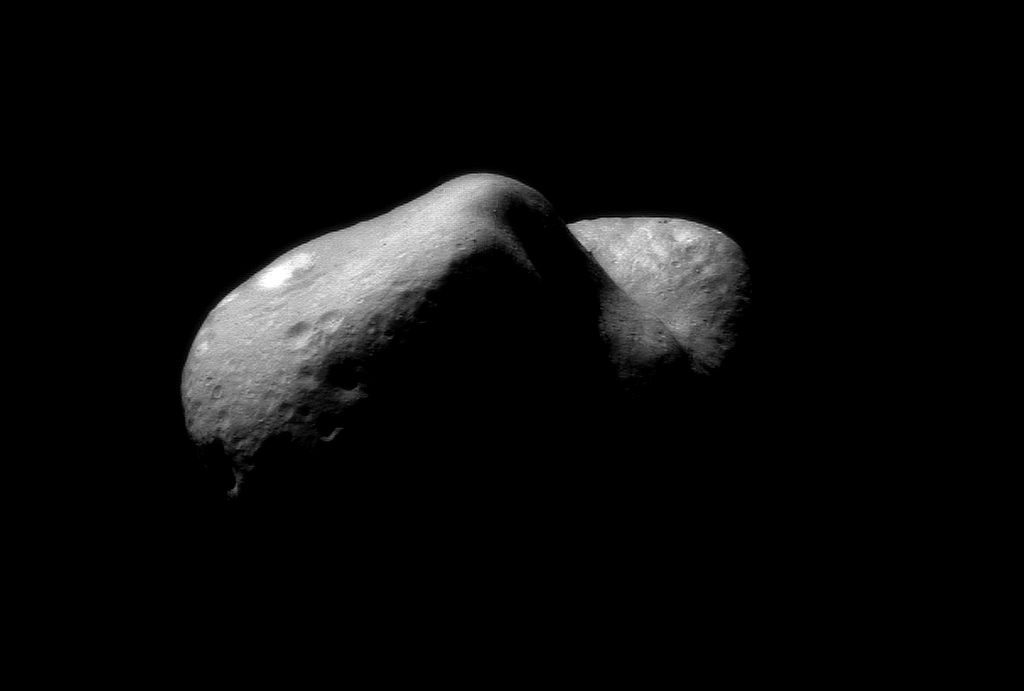
433 Eros, asteroide de tipo-S, composto por silicatos.

Os asteroides tipo-S, compostos por silicatos, representam em torno de 15% do total. Estão situados na parte do cinturão mais próxima ao Sol. Exibem uma cor ligeiramente avermelhada e têm um albedo relativamente elevado (entre 0,10 e 0,22). 3 Juno é um exemplo deste tipo.
Os asteroides tipo-M, ou metálicos, possuem quantidades importantes de ferro e níquel. Conformam aproximadamente 10%  do total de asteroides, e possuem um albedo similar aos de tipo-S (0,10 - 0,18). Estes objetos podem ser os núcleos metálicos de objetos anteriores de maior tamanho, os quais acabaram fragmentando-se devido a colisões. Encontram-se na metade do cinturão de asteroides, em torno de 2,7 UA do Sol. Embora não seja comum, foram registrados asteroides, como 22 Kalliope, que apresentam densidades baixas para serem do tipo-M, o qual implica que não estão compostos nomeadamente por metais e apresentam altas porosidades. Dentro deste tipo há asteroides que não se ajustam aos tipos C e S, pois nem todos os asteroides tipo-M estão compostos por materiais similares nem têm o mesmo albedo.
Uma das incógnitas da cintura de asteroides é a relativa escassez de asteroides basálticos, ou de tipo-V. As teorias de formação de asteroides predizem que os objetos do tamanho de 4 Vesta ou maiores deveriam formar crosta e manto, os quais estariam compostos nomeadamente por rocha basáltica. As evidências mostram, porém, que 99%  do material basáltico predito não é observado. Até 2001 acreditava-se que a maior parte dos objetos basálticos descobertos no cinturão se originaram a partir de 4 Vesta. Contudo, a descoberta de 1459 Magnya revelou uma composição química diferente dos asteroides basálticos conhecidos anteriormente, o qual indica que se originou dum jeito diferente. Esta hipótese ficou reforçada com a descoberta em 2007 de dois asteroides na região exterior do cinturão. Trata-se de 7472 Kumakiri e (10537) 1991 RY16, os quais apresentam composições basálticas diferentes. Estes dois asteroides são os únicos de tipo-V descobertos por enquanto na região exterior do cinturão.
| Tipo | Composição               | Quantidade | Subclasses |                     |
| ---- | ------------------------ | ---------- | ---------- | ------------------- |
| C    | Condrita carbonácea      | 75%        | E          | Acondrito enstático |
|      |                          |            | U          | Acondrito basáltico |
| R    | Condrita ordinária       |            |            |                     |
| S    | Silicatos                | 15%        |            |                     |
| M    | Metálicos (Níquel-Ferro) | 10%        |            |                     |

## Órbitas

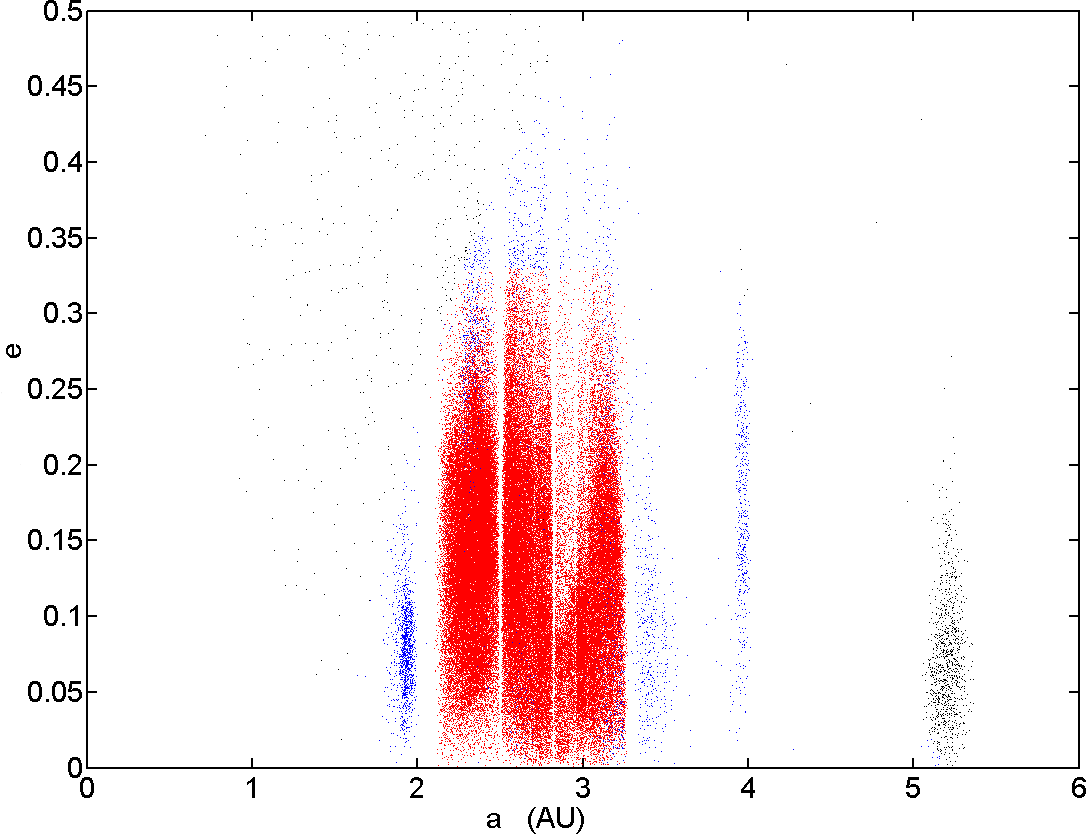
Representação da excentricidade dos asteroides respeito da sua distância ao Sol. Os pontos vermelhos e azuis formam o cinturão principal. Pode ser observado que a excentricidade média se situa em torno de 0,15.

Os asteroides orbitam no mesmo sentido que os planetas, com períodos orbitais de 3,5 até 6 anos, geralmente. A excentricidade média dos asteroides é sobre 0,15, embora alguns como 1862 Apolo e 944 Hidalgo possuam excentricidades muito elevadas (em torno de 0,6). Alguns asteroides possuem inclinações orbitais superiores a 25°, entre eles o asteroide 945 Barcelona, descoberto por José Comas em 1921, cuja inclinação é de 32,8°. O asteroide com a órbita mais inclinada é 1580 Betúlia, com 52°.

### Lacunas de Kirkwood

Distribuição das distâncias das órbitas dos asteroides, onde se podem observar as diferentes lacunas de Kirkwood para as diferentes ressonâncias.

Ao representar numa gráfica a distância dos asteroides ao Sol, podem ser observadas regiões sem asteroide algum. Estas lacunas coincidem com as órbitas onde existe ressonância orbital com Júpiter, ou seja, onde o período da órbita é relacionado mediante uma fração simples com o período de Júpiter. Por exemplo, qualquer asteroide situado a uma distância de 3,28 UA, teria uma ressonância 2:1 com Júpiter; quando o asteroide completa duas voltas em redor do Sol, Júpiter completa uma. Outras ressonâncias importantes são as correspondentes a 3:1, 5:2 e 7:3, a distâncias de 2,5 UA, 2,82 UA e 2,96 UA, respectivamente. Também existem outras ressonâncias secundárias, como a ressonância 8:3 (semieixo maior de 2,71 UA), nas quais, embora não se encontrem vazias, o número de asteroides é menor. O cinturão principal pode ser dividido então em três zonas separadas por estas lacunas: Zona I (2,06-2,5 UA), Zona II (2,5-2,82 UA) e Zona III (2,82-3,28 UA).
Estas lacunas recebem o nome de Daniel Kirkwood, que as descobriu em 1886. Qualquer asteroide situado nestas posições seria acelerado por Júpiter e a sua órbita alongar-se-ia (aumenta a excentricidade), pelo qual o periélio da sua órbita poderia aproximar-se à órbita de algum planeta e colidir com ele ou com o Sol, ou ser ejetado fora do Sistema Solar. Ao contrário que sucede com as lacunas nos anéis de Saturno, as lacunas de Kirkwood não podem ser observadas diretamente, pois os asteroides possuem excentricidades muito variadas e, portanto, estão continuamente cruzando-as.
Desde a formação do Sistema Solar, os planetas sofreram variações na sua órbita e foram modificando devagar a sua distância ao Sol. A modificação da órbita de Júpiter e, portanto, a alteração com o tempo da posição das lacunas de Kirkwood, poderia explicar o escasso número de asteroides em determinadas regiões do cinturão.

### Mudanças nas órbitas
Embora as ressonâncias orbitais dos planetas sejam o modo mais efetivo de modificar as órbitas dos asteroides, existem outros meios. Algumas evidências, como o número de NEA ou meteoritos perto da Terra, poderiam indicar que as ressonâncias não são capazes de produzi-las.
Inicialmente foi postulado que as colisões aleatórias entre asteroides provocariam a queda nas lacunas de Kirkwood, ejetados pelas perturbações dos planetas. Contudo, os modelos computacionais mostraram que os efeitos que isto produz se encontram várias ordens de magnitude abaixo do observado. Portanto, devem ser mais importantes outros efeitos.

Esquema do efeito Yarkovsky, mostrando a assimetria da emissão de radiação infravermelha num asteroide.

No final do século XIX, Ivan Yarkovsky propôs que a luz solar poderia provocar alterações nas órbitas dos asteroides. Este é conhecido como efeito Yarkovsky,  devido a luz solar direta que transporta em momento linear. Porém esta luz não modifica a órbita, pois chega na mesma direção que a força de atração gravitacional do Sol e, na prática, é como se fosse atraído por um objeto ligeiramente menos massivo do que o Sol. A ideia chave de Yarkovsky é que um asteroide possui temperaturas diferentes na sua superfície segundo a sua orientação ao Sol. Os corpos emitem radiação infravermelha, tanto maior quanto maior seja a sua temperatura, e estes fotões emitidos imprimem ao asteroide uma quantidade de movimento em senso contrário de onde foram radiados. Assim, haverá uma emissão assimétrica de fotões e o asteroide movimentar-se-á. Este efeito é maior se há diferenças de temperatura entre o afélio e o periélio do asteroide. Mediante o efeito Yarkovsky podem ser determinadas as suas densidades, e podem ser explicadas determinadas características orbitais e morfológicas que possuem algumas famílias de asteroides.
Alguns cientistas desenvolveram uma variação dos trabalhos de Yarkovsky, o denominado Efeito YORP. Este efeito prediz mudanças nas rotações e velocidades dos asteroides devido ao efeito Yarkovsky e, por enquanto, as observações realizadas concordam plenamente com as predições.

## Localização
Embora a maior parte dos asteroides se encontrem no cinturão principal, também existem outros grupos de asteroides. Podem-se diferenciar três regiões de asteroides, segundo a sua distância ao Sol:
- Cinturão principal: encontra-se situado entre 2,06 e 3,65[48] UA, numa região entre Marte e Júpiter. Pela sua vez, podem ser classificadas famílias de asteroides, como Hungaria, Hilda, Eos, Themis, Cibeles, Koronis, entre outras.
- Asteroides próximos da Terra (NEA, do inglês Near-Earth Asteroids): são asteroides próximos da órbita terrestre, situados a menos de 1,3 UA do Sol. Podem ser subdivididos em três grupos:
  - Asteroides Aton: possuem  semieixos maiores menores de 1 UA, e afélios maiores de 0,983 UA.
  - Asteroides Apolo: possuem semieixos maiores mais distantes que 1 UA, e periélios menores de 1,017 UA.
  - Asteroides Amor: possuem periélios entre 1,017 UA e 1,3 UA. O asteroide 1036 Ganymed é o NEA descoberto de maior tamanho.
- Troianos: encontram-se perto dos pontos de Lagrange de Júpiter (situados a 60° da linha que une o Sol e Júpiter). São conhecidos ao redor de 4 000.[49] Por vezes também são classificados neste grupo alguns asteroides situados nos pontos de Lagrange de Neptuno ou Marte, como é o caso de 5261 Eureka. Recebem este nome devido ao primeiro asteroide deste grupo descoberto, 588 Aquiles, herói da Guerra de Troia.[50]

### Famílias de asteroides

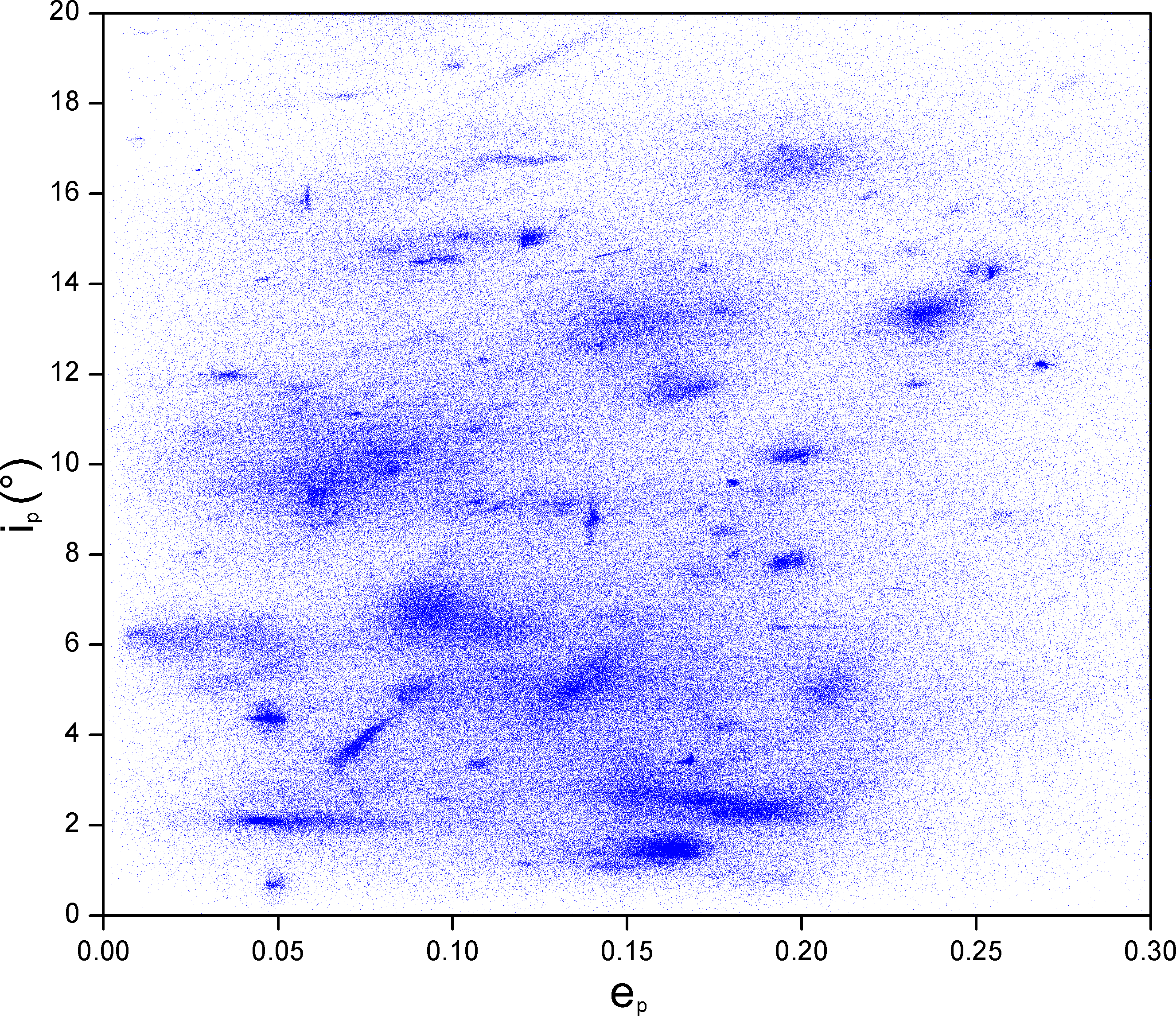
Gráfico que representa a inclinação orbital respeito da excentricidade. Podem ser observadas regiões com uma maior acumulação de asteroides; trata-se das chamadas famílias.

Quando o número de asteroides descobertos começou a ser elevado, os astrônomos observaram que alguns deles partilhavam certas características, como a excentricidade ou a inclinação orbital. Assim foi como o japonês Kiyotsugu Hirayama propôs em 1918 a existência de cinco famílias de asteroides (lista que com o tempo dilatou-se).
Aproximadamente um terço dos asteroides do cinturão faz parte de uma família, que possuem elementos orbitais e espectros similares, indicando origem na fragmentação de um objeto maior. Existem 20-30 associações que com certeza podem ser consideradas famílias de asteroides, embora haja outras cuja denominação de família não seja tão clara. As associações com menos membros que as famílias são denominados cúmulos de asteroides.
Algumas das famílias mais importantes são (em ordem de distância): Flora, Eunomia, Koronis, Eos e Themis. A família Flora, uma das mais numerosas, poderia ter a sua origem numa colisão ocorrida há menos de mil milhões de anos. O asteroide maior que faz parte de uma família é 4 Vesta. Acredita-se que a família Vesta foi originada por uma colisão sobre a sua superfície. Como resultado da mesma colisão também se formaram os meteoritos HED.
Encontraram-se três faixas de poeira dentro do cinturão principal. É possível que sejam associadas às famílias Eos, Koronis e Themis, devido a que as suas órbitas são similares às destas faixas.

#### Periferia
No limite interior da cintura de asteroides encontra-se a família de asteroides Hungaria, entre 1,78 e 2,0 UA, e com semieixos maiores em torno de 1,9 UA. O asteroide que dá nome a esta família composta por 52 asteroides conhecidos é 434 Hungaria. Este agrupamento de asteroides encontra-se separado do cinturão principal pelo oco de Kirkwood correspondente à ressonância 4:1, e os seus membros possuem inclinações muito elevadas. Alguns cruzam a órbita de Marte, cujas perturbações gravitacionais são provavelmente a causa mais notável na redução populacional deste grupo.
Outro grupo de asteroides com órbitas inclinadas na parte interior do cinturão é a família Foceia. A grande maioria dos seus membros são do tipo-S, ao contrário da família Hungaria possui alguns de tipo-E (com superfícies de enstatita). A família Foceia orbita entre 2,25 UA e 2,5 UA do Sol.
No limite exterior do cinturão encontra-se a família Cybele, orbitando entre 3,3 e 3,5 UA, na ressonância 7:4 com Júpiter. A família Hilda orbita entre 3,5 e 4,2 UA, com órbitas bastante circulares e estáveis na ressonância 3:2 de Júpiter. Para além de 4,2 UA encontram-se poucos asteroides, até a órbita de Júpiter (5,2 UA), onde se encontram os asteroides troianos. Os troianos podem ser divididos em dois grupos, segundo o ponto de Lagrange de Júpiter que ocupem: os que se encontram no ponto L4 e os que se situam no lado contrário L5. É desconhecida a razão de o ponto L4 encontrar-se muito mais povoado.

#### Novas famílias
Algumas famílias formaram-se recentemente, em tempos astronômicos. O cúmulo Karin formou-se faz 5,8 milhões de anos como consequência de uma colisão sofrida por um asteroide de 16 km de raio. A família Veritas formou-se faz 8,7 milhões de anos; entre as evidências há poeira interplanetária recolhida dos sedimentos oceânicos.
Algo mais antigo é o cúmulo Datura, que se formou faz 450 mil de anos a partir de um asteroide do cinturão principal. A estimativa da sua antiguidade é baseada na probabilidade estatística de os seus membros terem as órbitas atuais, e não em evidências físicas sólidas. Acredita-se que o cúmulo Datura poderia ter sido uma fonte de poeira e material zodiacal. Outras formações recentes, como o cúmulo Iannini (faz circa 5 milhões de anos) ou o cúmulo Seinäjoki, também poderiam ter contribuído para a formação dessa poeira.

## Colisões

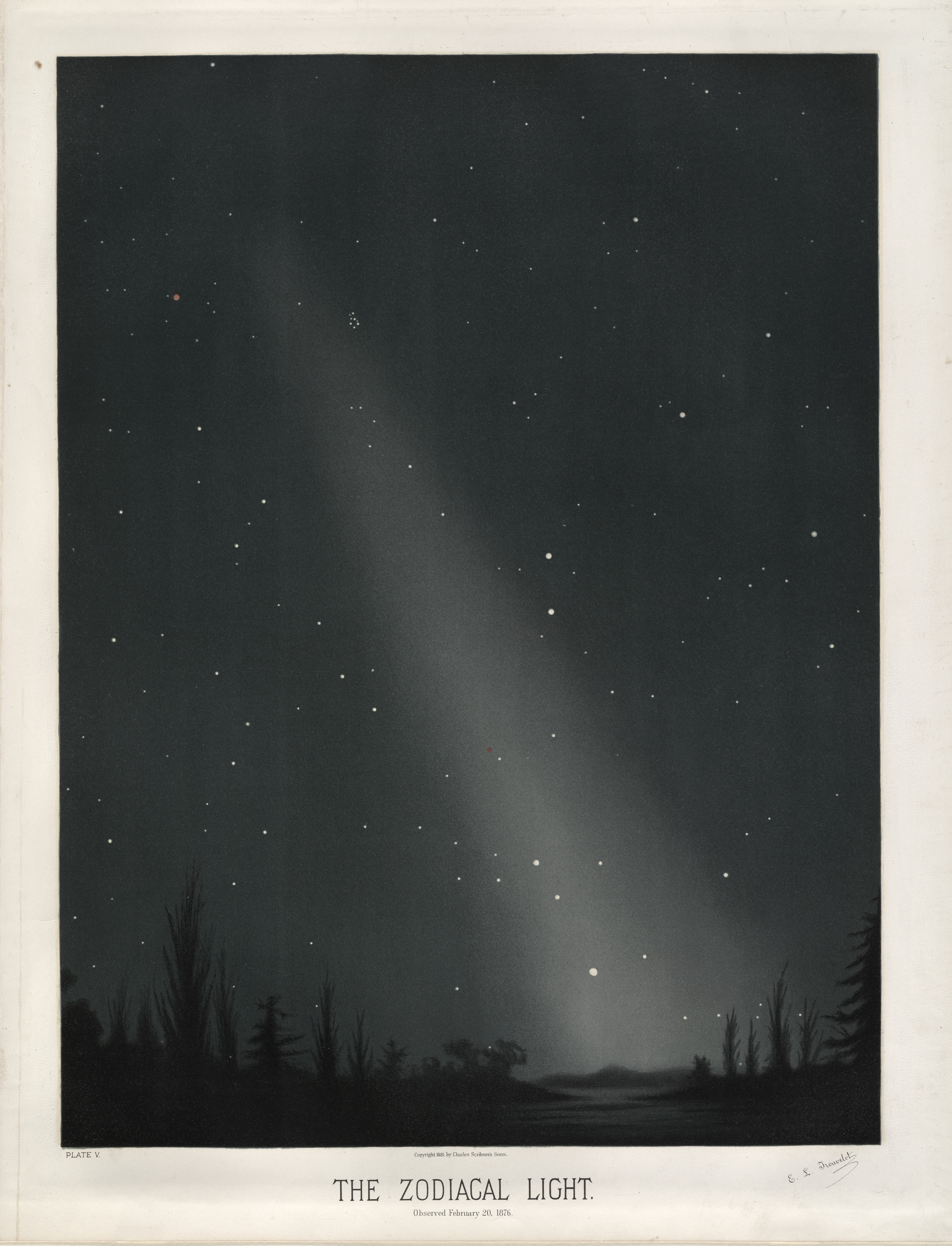
Luz zodiacal, criada em parte por poeira originada nas colisões entre asteroides.

Devido à elevada população do cinturão principal, as colisões entre asteroides ocorrem frequentemente, em escalas de tempo astronômicas. Estima-se que cada 10 milhões de anos ocorre uma colisão entre asteroides cujos raios excedem os 10 km. As colisões ocasionalmente provocam a fragmentação do asteroide em objetos menores, formando uma nova família de asteroides. Também pode ocorrer que dois asteroides colidirem a velocidades muito baixas, em cujo caso ficam unidos. Devido a estes processos de colisão, os objetos que formaram a cintura de asteroides primitivo apenas guardam relação com os atuais.

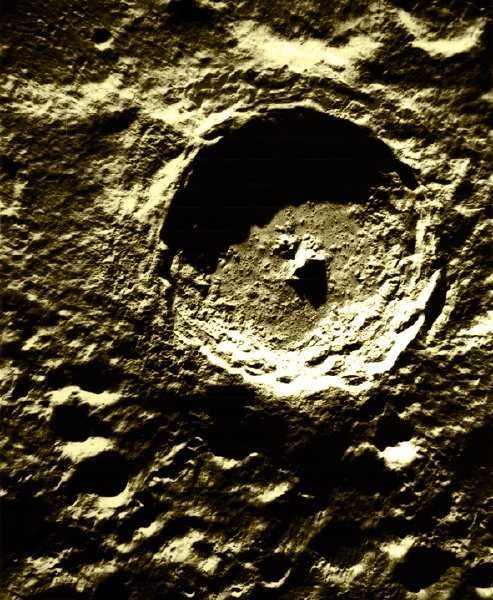
Tycho, uma cratera lunar originada por um meteorito do cinturão de asteroides.

Além de asteroides, o cinturão também contém faixas de poeira formadas por partículas com raios de poucas centenas de micrômetros. Este material é produzido, pelo menos em parte, por colisões entre asteroides, e pelo impacto de micrometeoritos nos asteroides. Além disso, o efeito Poynting-Robertson provoca que devido à radiação solar esta poeira gire devagar em espiral em torno do Sol.
A combinação desta poeira com o material ejetado dos cometas produz a luz zodiacal. O brilho desta luz, embora débil, pode ser observado pela noite em direção para o Sol ao longo da eclíptica. As partículas que produzem a luz zodiacal visível apresentam de média raios de 40 micrômetros. O tempo de vida característico destas partículas é de cerca de 700 mil anos. Portanto, para manter as faixas de poeira devem ser criadas novas partículas a um ritmo constante no cinturão de asteroides.

### Meteoritos
Os entulhos originados nas colisões podem formar meteoroides que finalmente alcancem a atmosfera terrestre. Uma percentagem maior de 99,8% dos 30 000 meteoritos achados até a data na Terra acredita-se que foi originada no cinturão de asteroides. Em setembro de 2007 foi publicado um estudo que sugestiona que o asteroide 298 Baptistina sofreu uma colisão que provocou o envio de uma quantidade considerável de fragmentos ao interior do Sistema Solar. Acredita-se que os impactos destes fragmentos criaram as crateras Tycho e Chicxulub, situadas na Lua e no México respectivamente, e este último pôde ter provocada a extinção dos dinossauros faz 65 milhões de anos.

## Exploração

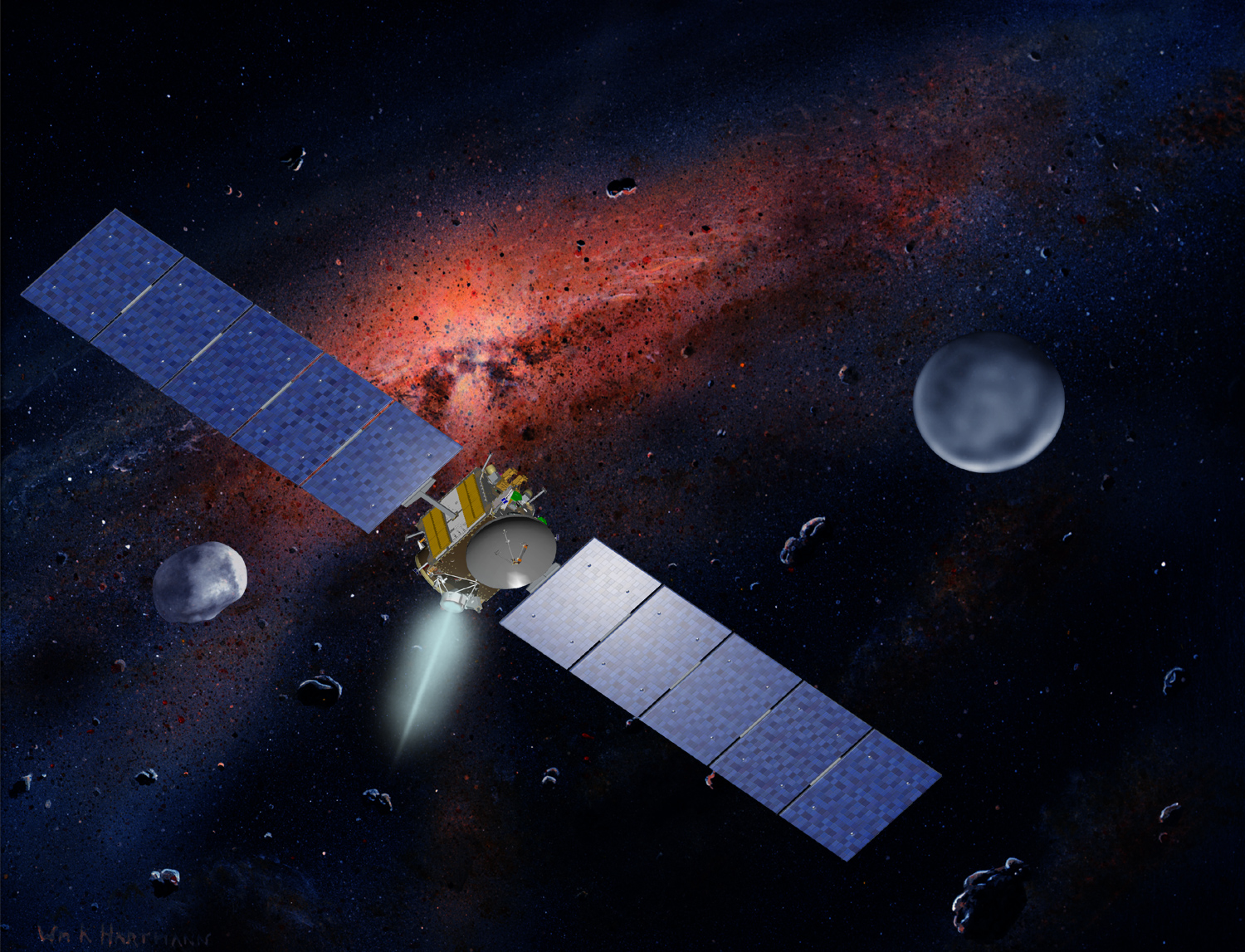
Representação artística da nave espacial da missão Dawn, com Vesta à esquerda e Ceres à direita.

A primeira nave espacial que atravessou a cintura de asteroides foi a Pioneer 10, a 16 de julho de 1972. Então existia uma preocupação sobre se os entulhos do local seriam um perigo para a nave, contudo, por enquanto uma dezena de naves têm atravessado o cinturão sem incidentes. As sondas Pioneer 11,  Voyager 1 e 2 e Ulysses, passaram pelo cinturão sem tomar imagens. A missão Galileu tomou imagens de 951 Gaspra em 1991 e de 243 Ida (e o seu satélite Dactyl) em 1993, NEAR Shoemaker de 253 Matilde em 1997 e 433 Eros em 2000, Cassini-Huygens de 2685 Masursky em 2000, Stardust de 5535 Annefrank em 2002 e New Horizons de 132524 APL em 2006.
A missão Hayabusa, cujo regresso à Terra foi programado para junho de 2010, fotografou e aterrou sobre a superfície de 25143 Itokawa em 2005, durante dois meses. A missão Dawn foi lançada em 2007, e esperava-se que orbitasse ao redor de 4 Vesta e Ceres em 2011 e 2015, respectivamente. A missão WISE foi lançada em 14 de dezembro de 2009, buscando detecção de radiação infravermelha em asteroides com diâmetro maior de 3 km. O lançamento de outra missão, OSIRIS-REx, estava prevista para 2016, para obter mostras de material da superfície de um asteroide.
A maioria das fotografias dos asteroides foram realizadas durante o breve passo pelo cinturão das sondas espaciais que se dirigiam para outros objetivos, exceto o NEAR e da sonda Hayabusa, que exploraram determinados asteroides próximos (NEA). Somente a missão Dawn tem como objetivo primário o estudo de objetos do Cinturão Principal de Asteroides, e se estes fossem cumpridos com sucesso, é possível haver uma extensão da missão para explorações adicionais.
A sonda espacial Lucy deve realizar uma passagem próxima pelo asteroide 152830 Dinkinesh em 2023, enquanto se dirige para os troianos de Júpiter. A missão JUICE da ESA passará pelo cinturão de asteroides duas vezes, com uma possível passagem próxima ao asteroide 223 Rosa em 2029. A nave espacial Psyche é uma missão da NASA destinada ao grande asteroide do tipo M, 16 Psyche.

## Principais corpos
Para todos os asteroides, dentro ou fora desta faixa, veja Lista de asteroides

### Ceres

Composição interna de Ceres, de tipo-C (carbonáceo). Pode observar-se a camada de gelo no seu interior.

Ceres é o maior corpo celeste do cinturão, e o único classificado como planeta anão, desde a redefinição dos planeta de 2006. Esta classificação é devida sua gravidade e forma quase esférica (com um diâmetro de 940 km aprox.), e portanto possui equilíbrio hidrostático. Antes de 2006 era considerado o asteroide maior, mas atualmente é o planeta anão menor, ao serem maiores que outros objetos que compartilham essa mesma classificação, como Plutão ou Éris.
A sua magnitude absoluta é de 3,32, maior que todos os corpos do cinturão. Contudo, não deixa de ser um corpo muito obscuro, pois o seu albedo é de apenas de 5%. A sua estrutura interna é formada por um núcleo composto de silicatos e uma camada de água em forma de gelo rodeada por uma fina crosta. Uma parte muito pequena do gelo converte-se em vapor de água devido à radiação solar, o que lhe confere uma ténue atmosfera. A sua massa é quase um terço da do total de cinturão. Orbita a uma distância de entre 2,5 e 3 UA, e a sua excentricidade é de 0,08, formando uma órbita bastante circular.

### Vesta
Vesta, é o segundo asteroide de maior massa, o terceiro em tamanho, e o mais brilhante de todos. Devido possuir um albedo de 42%, maior até mesmo que o da Terra (37%). Constitui 9% da massa total do cinturão, e o seu diâmetro médio é de 530 km. Orbita a uma distância do Sol similar à de Ceres. Vesta possui um núcleo metálico bem denso (de ferro e níquel), um manto composto de olivina, e uma crosta muito fina de poucos quilômetros de grossura.

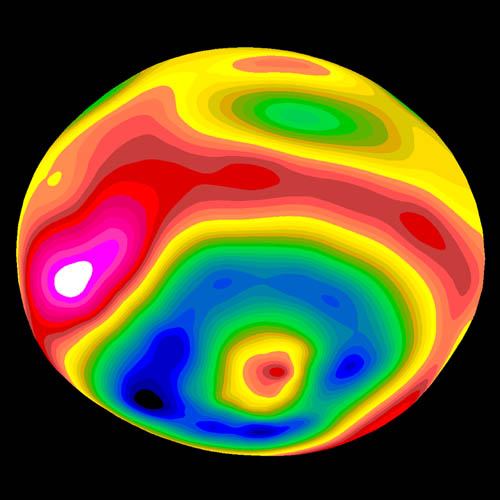
Imagem da elevação na superfície de 4 Vesta, onde pode ser observada a enorme cratera da colisão que formou os fragmentos da família Vesta.

Vesta recebeu o impacto de outro asteroide, deixando uma enorme cratera sobre a sua superfície e enviando ao cinturão múltiplos fragmentos correspondentes a 1% da massa do asteroide. Assim foi formada a família Vesta, de tipo-V (basálticos), mas somente uma pequena parte destes continua orbitando o cinturão, pois os outros deveriam ser dissipados ao atingir a ressonância 3:1 com Júpiter, numa das lacunas de Kirkwood. Alguns meteoritos caídos sobre a Terra têm a sua origem nesta colisão.

### Palas
Palas é o segundo objeto de maior tamanho do cinturão, embora Vesta seja mais massivo. Representa cerca de 7% da massa do cinturão, com albedo de 12%, do tipo-C. Possui a órbita mais excêntrica dos quatro, 0,23, que faz sua distância ser mais próxima ao Sol (2,1 UA), distante da mais afastada (3,4 UA). Também a sua inclinação orbital é superior, com 34° (as dos outros três são menores que 10°). Acredita-se que um impacto sobre a sua superfície formou a família Palas, embora o número de membros seja escasso.
Em 1803, um ano depois da sua descoberta e devido à sua repercussão, William Hyde Wollaston batizou um novo elemento com o nome de paládio.

### Hígia
Hígia é o quarto maior objeto do cinturão de asteroides, com um diâmetro meio de 431 km, embora apresenta uma forma alongada, e constitui cerca de 3% da massa total do cinturão. Foi descoberto por Annibale de Gasparis em 1849. Quanto à sua composição, é um asteroide carbonáceo (tipo-C) com um albedo de 7% . É o membro principal da família homônima à qual dá nome. Trata-se, dos quatro, do asteroide mais externo, cujo afélio atinge as 3,5 UA, e tarda 5,5 anos em completar a sua órbita.

### Resumo
| Pos. | Corpo celeste | Imagem | Diâmetro (km) | Distância média do Sol (UA) | Classe                     |
| ---- | ------------- | ------ | ------------- | --------------------------- | -------------------------- |
| 1    | Ceres         |        | 975×909       | 2,766                       | planeta anão               |
| 2    | Vesta         |        | 578×560×458   | 2,361                       | asteroide vestoide         |
| 3    | Palas         |        | 570×525×500   | 2,773                       | asteroide carbonáceo       |
| 4    | Hígia         |        | 500×385×350   | 3,137                       | asteroide carbonáceo       |
| 5    | Davida        |        | 326           | 3,170                       | asteroide carbonáceo       |
| 6    | Interamnia    |        | 317           | 3,067                       | asteroide carbonáceo       |
| 7    | Europa        |        | 360×315×240   | 3,101                       | asteroide carbonáceo       |
| 8    | Hektor        |        | 370×195       | 5,203                       | asteroide tipo D (troiano) |
| 9    | Eunomia       |        | 330×245×205   | 2,646                       | asteroide rochoso          |
| 10   | Juno          |        | 290×240×190   | 2,668                       | asteroide rochoso          |
| 11   | Sílvia        |        | 261           | 3,490                       | asteroide metálico         |
| 12   | Eufrósina     |        | 256           | 3,148                       | asteroide carbonáceo       |
| 13   | Psique        |        | ~280×230×190  | 2,919                       | asteroide metálico         |
| 14   | Cíbele        |        | 237           | 3,437                       | asteroide carbonáceo       |
| 15   | Camila        |        | 340×230×140   | 3,479                       | asteroide carbonáceo       |
| 16   | Hermione      |        | 265×180×180   | 3,439                       | asteroide carbonáceo       |
| 17   | Métis         |        | 235×195×140   | 2,387                       | asteroide rochoso          |
| 18   | Bamberga      |        | 229           | 2,682                       | asteroide carbonáceo       |
| 19   | Témis         |        | 228           | 3,129                       | asteroide carbonáceo       |

### Outros notáveis
| Pos.  | Corpo celeste   | Imagem | Diâmetro (km) | Distância média do Sol (UA) | Classe                  |
| ----- | --------------- | ------ | ------------- | --------------------------- | ----------------------- |
| 90    | Antíope         |        | 110±16 km     | 3,156                       | asteroide carbonáceo    |
| 92    | Undina          |        | 126           | 3,190                       | asteroide metálico      |
| 216   | Cleópatra       |        | 217×94        | 2,793                       | asteroide metálico      |
| 243   | Ida             |        | 56×24×21      | 2,861                       | asteroide rochoso       |
| 253   | Matilde         |        | 66×48×46      | 2,647                       | asteroide carbonáceo    |
| 288   | Glauke          |        | 32,2          | 2,756                       | asteroide rochoso       |
| 433   | Eros            |        | 13×13×33      | 1,458                       | asteroide rochoso (NEO) |
| 490   | Veritas         |        | 115           | 3,170                       | asteroide veritoide     |
| 951   | Gaspra          |        | 18,2×10,5×8,9 | 2,210                       | asteroide rochoso       |
| 1566  | Ícaro           |        | 1,4           | 1,078                       | asteroide ? (NEO)       |
| 3753  | Cruithne        |        | 5             | 0,998                       | asteroide ? (NEO)       |
| 4179  | Toutatis        |        | 4,5×2,4×1,9   | 2,522                       | asteroide rochoso (NEO) |
| 4769  | Castalia        |        | 1,8×0,8       | 1,063                       | asteroide rochoso (NEO) |
| 5261  | Eureka          |        | ~2-4          | 1,523                       | asteroide ?             |
| 29075 | (29075) 1950 DA |        | 1,1–1,4       | 1,699                       | asteroide ? (NEO)       |
| 99942 | Apophis         |        | 0,3           | 0,922                       | asteroide ? (NEO)       |